# Вирусоиды
Вирусо́иды — кольцевые одноцепочечные фрагменты РНК, репликация и капсидирование которых зависимы от вирусов растений. Геном вирусоидов состоит из нескольких сотен нуклеотидов и не кодирует никакие белки. 
Вирусоиды напоминают вироиды размером, структурой и механизмом репликации. 
Вирусоиды, хотя и изучаются вирусологией, но считаются не вирусами, а субвирусными частицами. Поскольку они зависимы от вспомогательного вируса, их классифицируют как сателлиты. 
В некоторых случаях термин вирусоиды применяют для обозначения всей группы сателлитов в целом.